# Сатановский сахарный завод
Сатановский сахарный завод — предприятие пищевой промышленности в посёлке городского типа Сатанов Городокского района Хмельницкой области.

## История
Сахарный завод в местечке Сатанов Проскуровского уезда Подольской губернии Российской империи был построен и введён в эксплуатацию в 1899 году и уже в первый сезон сахароварения 1899/1900 года произвёл свыше 195 тыс. пудов сахара на сумму около 663 тыс. рублей.

### 1918—1991
В ноябре 1918 года в Сатанове была провозглашена Советская власть, после чего рабочие сахарного завода установили контроль над производством. Однако уже в конце февраля 1918 года посёлок оккупировали немецкие войска, которые оставались здесь до ноября 1918 года. В дальнейшем, до ноября 1920 года Сатанов оставался в зоне боевых действий гражданской войны.
В послевоенные годы разрушенный сахарный завод был восстановлен, а в 1926 году вновь введен в эксплуатацию и произвёл первые 68 тыс. пудор сахара-песка. В следующие годы объемы производства увеличивались.
В ходе индустриализация СССР завод был реконструирован. В 1935 году он перерабатывал 5 тыс. центнеров сахарной свеклы в сутки, в 1938 году — 6 тыс. центнеров в сутки.
В 1940 году завод произвел продукции на 2 млн. 789 тыс. рублей, в это время общая численность работников предприятия составляла 410 человек (из них 29 человек инженерно-технического персонала).
В ходе Великой Отечественной войны с 6 июля 1941 года Сатанов был оккупирован немецкими войсками. В октябре 1941 года на сахарном заводе возникла советская подпольная группа, которую возглавили Г. С. Корецкий и бывший секретарь Сатановского райкома партии И. П. Кушлак. Эта группа стала основой для местной подпольной организации, её участники установили связь с Проскуровской окружной подпольно-партизанской организацией, распространяли сводки Совинформбюро, затягивали ремонт сахарного завода, уничтожали готовую продукцию и разрушали линии связи, однако при помощи провокаторов были выявлены. В октябре 1942 года большинство подпольщиков были арестованы и расстреляны.
25 марта 1944 года подразделения 11-го стрелкового корпуса РККА освободили Сатанов, после чего началось восстановление разрушенных предприятий. 15 апреля 1944 года завод был восстановлен и до конца года произвёл 10 тыс. центнеров сахара.
После окончания войны завод был реконструирован и в 1946 году занял третье место на всесоюзном соревновании. За производственные достижение и высокое качество работы 145 работников сахарного завода были награждены медалью «За доблестный труд в Великой Отечественной войне 1941—1945 гг.».
В 1957 году завод в сутки перерабатывал 6,8 тыс. центнеров свеклы и производил 952 тыс. центнеров сахара.
С 1957 до 1964 года продуктивность работы на заводе увеличилась в 2,5 раз.
В 1966 году за достижения в развитии сахарной промышленности бригадир слесарей завода Й. М. Гринкевич был награждён орденом Ленина, а восемь других работников завода — иными государственными наградами; 28 октября 1967 года завод был награждён Памятным знаменем ЦК КПСС, Президиума Верховного Совета СССР Совета министров СССР и ВЦСПС.
В 1967 году рабочими завода был построен заводской Дом культуры.
К началу 1970х годов Сатановский сахарный завод входил в число передовых предприятий сахарной промышленности СССР, здесь действовало конструкторское бюро и активно внедрялись новые методы и технологии (только за годы восьмой пятилетки было сделано 522 рационализаторских предложения, большинство из которых были внедрены в производство и принесли экономический эффект на сумму 736 тыс. рублей).
В феврале 1971 года за производственные достижения и досрочное выполнение пятилетнего производственного плана завод был награждён орденом Октябрьской Революции.
В целом, в советское время сахарный завод являлся крупнейшим предприятием посёлка.

### После 1991
После провозглашения независимости Украины завод перешёл в ведение Государственного комитета пищевой промышленности Украины.
В мае 1995 года Кабинет министров Украины утвердил решение о приватизации сахарного завода. В апреле 1996 года государственное предприятие было преобразовано в открытое акционерное общество.
В июне 1999 года Кабинет министров Украины передал завод в коммунальную собственность Хмельницкой области.
В 2002 году завод прекратил работу и был закрыт. В дальнейшем предприятие прекратило существование.